# Manuel Torreiglesias
Manuel Antonio Torre Iglesias, més conegut com a Manuel Torreiglesias, (Pontedeume, La Corunya, 16 de maig de 1940 - Pontedeume, 19 de maig de 2025) fou un presentador de ràdio i televisió espanyol.

## Trajectòria
Es va diplomar en magisteri i posteriorment en filosofia a la Universitat de Salamanca. No obstant això, ha dedicat la major part de la seva trajectòria professional als mitjans de comunicació audiovisuals, especialment en espais divulgatius sobre salut i qualitat de vida.
Va anar-se cap a Madrid amb la intenció de dedicar-se a la docència, però va acabar ingressant a Televisió Espanyola el 1964, a proposta d'Eugenio Pena i com a ajudant de realització al concurs Cesta y puntos. El 1968 es va llicenciar en medicina a la Universitat Complutense de Madrid.
El 1976 dirigeix i presenta Escuela de salud, un programa en el qual es tractaven temes mèdics i es donaven consells per a millorar la qualitat de vida. L'espai, que era líder al panell d'acceptació per part de l'audiència, es va mantenir fins a 1977. Paral·lelament, l'octubre de 1976 va començar a presentar a Radio Nacional de España Tiempo de vivir, un programa dedicat al medi ambient emès fins a 1982.
En els anys vuitanta realitzaria sengles programes de debat, denúncia i crítica sobre temes d'actualitat social, que van gaudir igualment del favor de l'audiència: Voces sin voz (1981-1982) i Usted, por ejemplo (1984), ambos a TVE. A principi dels anys 1990 va presentar l'espai Boa Saúde a la Televisió de Galícia.
Des de 1997 va dirigir i presentar al costat de Luis Gutiérrez el programa Saber vivir durant dotze anys. Al plató es tractava cada dia un tema i el programa transcorria amb els consells i opinions dels doctors especialitzats en aquesta patologia convidats al programa i les intervencions per part dels espectadors.
El 7 de maig de 2009 va presentar Saber vivir per última vegada. L'ens públic RTVE va rescindir el seu contracte «després de detectar que […] s'han incomplit algunes normes bàsiques de la cadena relatives a la inserció d'espais de publicitat en els programes". El nou presentador del programa va ser el doctor Luis Gutiérrez, col·laborador de Saber Vivir des de 1997. El juliol de 2009 va fitxar per la cadena Intereconomía per presentar un espai de salut conegut com a + Vivir. El programa es va emetre ininterrompudament fins a febrer de 2013, moment en què Torreiglesias va rescindir el contracte amb la cadena.

## Llibres destacats
- Mayores con salud (1999)
- Comida Sana (2000)
- Para ir como un reloj: Adiós al estreñimiento (2003)
- Gran Guía de la salud (2004)
- Para salir de dudas (2005)
- Fibromialgia: Cuando el dolor se convierte en enfermedad (2005)

## Premis
- Premis Ondas 1977 per Tiempo de vivir.[7]
- Micrófono de Oro - 2008, director i presentador de Saber vivir (La 1).
- Antena de Oro 2011 - director i presentador de + vivir (Intereconomía Televisión).[8]